# Barrie—Springwater—Oro-Medonte
Pour les articles homonymes, voir Barrie (homonymie).
Circonscription électorale fédérale du Canada
Barrie—Springwater—Oro-Medonte est une circonscription électorale fédérale en Ontario.

## Circonscription fédérale
La circonscription consiste en une partie du comté de Simcoe, le canton de Springwater, une partie du canton d'Oro-Medonte et une partie de la ville de Barrie.
Les circonscriptions limitrophes sont Simcoe—Grey, Barrie—Innisfil et Simcoe-Nord.  

### Historique
| Législature                                                                                           | Années        | Député | Député       | Parti        |
| --- | ------------- | ------ | ------------ | ------------ |
| Barrie—Springwater—Oro-Medonte issue d'une partie de Barrie, Simcoe-Nord et de Simcoe—Grey avant 2015 |               |        |              |              |
| 42e                                                                                                   | 2015–2019     |        | Alex Nuttall | Conservateur |
| 43e                                                                                                   | 2019–2021     |        | Doug Shipley | Conservateur |
| 44e                                                                                                   | 2021–2025     |        | Doug Shipley | Conservateur |
| 45e                                                                                                   | 2025–en cours |        | Doug Shipley | Conservateur |

## Circonscription provinciale
Depuis les élections provinciales ontariennes du 4 octobre 2007, l'ensemble des circonscriptions provinciales et des circonscriptions fédérales sont identiques.